# جيسي جونسون (سياسي)
جيسي جونسون (بالإنجليزية: Jesse Johnson)‏ هو سياسي أمريكي، ولد في 2 مارس 1959 في تشارلستون في الولايات المتحدة. حزبياً، نشط في Mountain Party ‏.